# Mnasicles geta
Mnasicles geta is een vlinder uit de familie van de dikkopjes (Hesperiidae). De wetenschappelijke naam van de soort is voor het eerst geldig gepubliceerd in 1901 door Frederick DuCane Godman.